# Mercedes 24/100/140 PS
La 24/100/140 PS è un'autovettura di gran lusso prodotta dal 1924 al 1926 dalla Casa tedesca Daimler Motoren Gesellschaft per il suo marchio automobilistico Mercedes. Dal 1926 al 1929 venne prodotta con il nuovo marchio Mercedes-Benz e con la denominazione Typ 630. Da tali modelli sono stati derivati anche i modelli 24/110/160 PS e le famose Mercedes-Benz Modell K.

## Profilo e caratteristiche
La 24/100/140 PS nacque innanzitutto per proporre un modello più spinto e brillante rispetto alla paciosa 15/70/100 PS. Inoltre, tale nuovo modello poteva andare a riempire il vuoto lasciato fin dal 1921 con l'uscita di produzione della Mercedes 92/200 PS, autovettura con motore aeronautico.
La direzione del progetto relativo alla produzione della 24/100/140 PS venne affidato a Ferdinand Porsche, in forze alla Daimler già da un anno, sigla in codice del progetto: W9456.
Egli partì da un telaio simile a quello montato sulla 15/70/100 PS, sul quale montò un nuovo motore da 6.3 litri, denominato M9456 e caratterizzato come nel caso del modello più tranquillo dalla presenza di un compressore volumetrico Roots ad inserimento automatico in caso di affondo totale sul pedale dell'acceleratore.
Il telaio prevedeva sospensioni ad assale rigido con molle a balestra di tipo cantilever, mentre l'impianto frenante, di tipo meccanico, agiva su entrambi gli assi. Al telaio era montato anche il cambio a 4 marce.

### La Mercedes 24/100/140 PS
Le prestazioni di questa nuova vettura erano decisamente più brillanti che non sulla 15/70/100 PS, poiché la velocità massima raggiungibile era di 120 km/h. In ogni caso essa scendeva a 115 km/h in caso di versioni a passo particolarmente lungo che aumentava le dimensioni e quindi anche la massa della vettura.
Le prime reazioni del pubblico erano di entusiasmo, confortate dalla presenza di una vettura decisamente più prestante e dal comportamento più brillante.
Ma ben presto la clientela cominciò ad esigere prestazioni ancora più alte: si era a quel punto alla vigilia della fusione tra Daimler e Benz.

### La Mercedes-Benz Typ 630
A fusione avvenuta, uno dei primi aspetti che coinvolse la gamma, fu il cambiamento della denominazione di praticamente tutti i modelli, compresa la 24/100/140 PS, che mutò il suo nome in Typ 630. Siamo nel 1926 e la vettura venne inserita nella gamma del nuovo marchio, la Mercedes-Benz. Nel 1927, la Typ 630 beneficiò di alcune migliorie telaistiche che interessarono il retrotreno e l'impianto frenante, il quale ricevette un servofreno di tipo pneumatico. Le prestazioni non mutarono, ma già da tempo la Casa tedesca si era mossa per offrire delle versioni più prestanti ad una clientela sempre più esigente.

### La Mercedes-Benz Typ 630 Modell K
Sempre nel 1926, infatti, subito dopo la nascita della Mercedes-Benz, ci si mosse per offrire qualcosa di ancor più brillante e dal temperamento più sportivo. Non si volle, almeno per il momento, incrementare ulteriormente la potenza del motore e si preferì invece lavorare sulla massa del veicolo e sulla sua maneggevolezza. Tale obiettivo venne raggiunto mediante una semplice operazione: il passo del telaio venne drasticamente accorciato di 35 cm, dando luogo a quello che sarebbe divenuto noto come Modell K (K stava per Kurz, che in tedesco significa corto, riferendosi all'interasse accorciato).
In pratica si trattava di Typ 630 a passo corto, e per questo più leggere e meno goffe su strada. Le prestazioni migliorarono decisamente e si potevano superare anche i 140 km/h.
Il successo dei Modelli K fu migliore rispetto a quello, non trascurabile, ma sicuramente migliorabile, della Typ 630 e della 24/100/140 PS. Ma ancora una volta, i clienti cominciarono in breve tempo a pretendere di più.

### La Mercedes-Benz 24/110/160 PS Modell K
Fu così che stavolta divenne necessario lavorare sul motore. Il possente M9456 ricevette significative migliorie, tali da portarne la potenza massima a 160 CV con compressore inserito. Nacque così il modello 24/110/160 PS, introdotto nel 1928 ed in grado di raggiungere i 145 km/h di velocità massima. Tale modello sostituì il precedente Modell K da 140 CV e rimase in listino fino al 1929.

### La Mercedes-Benz 24/110/160 PS Typ 630
Sempre nel 1928, subito dopo l'introduzione della Modell K con motore da 160 CV, venne messa in listino anche una Typ 630 equipaggiata dal nuovo motore. Tale versione andava ad affiancarsi alla Typ 630 meno potente e rimasero entrambe in listino fino al 1929.

### Fine carriera
Nel 1929 l'intera produzione nata dal progetto W9456 venne cancellata dai listini. Chi voleva una vettura d'impronta sportiva avrebbe comunque potuto contare sugli ancor più estremi modelli S, SS, SSK ed SSKL utilizzati con successo anche nelle competizioni ed artefici di una epopea, mentre chi voleva una lussuosa vettura confortevole senza che fossero necessarie grandi prestazioni, avrebbe optato per la 770 Größer Mercedes.

### Attività sportive
Le qualità dinamiche dei modelli K spinsero i vertici della Casa ad approntare alcune versioni da gara da essi derivate. Nacquero così due modelli per impiego agonistico:
- 25/130/220 PS Typ 660, dotata di motore da 6.6 litri in grado di erogare fino a 220 CV. Tale modello era uno di quelli utilizzati ufficialmente dalla Casa tedesca per varie competizioni tenutesi in quegli anni.
- 26/145/270 PS Typ 680, con motore da 6.8 litri in grado di raggiungere fino a 270 CV di potenza massima. Questo modello rimase solo allo stadio sperimentale e non venne mai impiegato ufficialmente nelle competizioni.